# دانشگاه جیانگ سو
دانشگاه جیانگ سو (simplified Chinese) یک دانشگاه تحقیقاتی دکترا با رتبه بالا و معتبر است که در ژنجیانگ، استان جیانگ سو، جمهوری خلق چین واقع شده‌است. این دانشگاه به‌طور مشترک توسط دولت استانی جیانگ سو، وزارت آموزش چین و وزارت کشاورزی و امور روستایی جمهوری خلق چین توسعه یافته‌است. دانشگاه جیانگ سو از طریق ترکیب دانشگاه علم و صنعت جیانگ سو، کالج پزشکی ژنجیانگ و کالج معلمان ژن جیانگ، تحت مجوز وزارت آموزش چین در آگوست سال ۲۰۰۱ تأسیس شد
دانشگاه جیانگ سو شبکه بزرگ و گسترده‌ای از همکاری‌های علمی و آکادمیک داخلی با تعداد زیادی از دانشگاه‌های چین و برخی از دانشگاه‌های خارجی از جمله دانشگاه علم و صنعت ماکائو را دارد.

### دانشکده و کالج‌ها
این دانشگاه به دانشکده و کالج‌های زیر سازماندهی شده‌است.
- دانشکده پزشکی
- دانشکده فناوری پزشکی
- دانشکده مهندسی صنایع غذایی و بیولوژیکی
- دانشکده مدیریت بازرگانی
- دانشکده مهندسی مکانیک
- دانشکده علوم و مهندسی مواد
- دانشکده مالی و اقتصاد
- دانشکده مهندسی برق و اطلاعات
- دانشکده محیط زیست
- دانشکده علوم کامپیوتر و مهندسی مخابرات
- دانشکده علوم
- دانشکده علوم انسانی و اجتماعی
- دانشکده زبانهای خارجی
- دانشکده هنر
- دانشکده مهندسی انرژی و نیرو
- دانشکده مهندسی خودرو و ترافیک
- دانشکده شیمی و مهندسی شیمی[۵]
- دانشکده داروسازی
- دانشکده حقوق
- دانشکده تربیت معلم
- کالج جین جیانگ